# Pilon (priimek)
Pilon je priimek v Sloveniji in tujini. Po podatkih Statističnega urada Republike Slovenije je na dan 1. januarja 2010 v Slovenjiji uporabljalo ta priimek manj kot 5 oseb.

## Znani nosilci priimka
- Daniel Pilon (*1940), kanadski igralec
- Germain Pilon (1535—1590), francoski kipar
- Veno Pilon (1896—1970), slovenski slikar, grafik in fotograf